# Bény-sur-Mer
 Bény-sur-Mer  es una población y comuna francesa, situada en la región de Baja Normandía, departamento de Calvados, en el distrito de Caen y cantón de Creully.
Fue liberada el 6 de junio de 1944 por tropas canadienses.

## Demografía
| 296 | 288 | 272 | 270 | 278 | 316 |
| Para los censos de 1962 a 1999 la población legal corresponde a la población sin duplicidades (Fuente: INSEE [Consultar]) |     |     |     |     |     |